# Síndrome de Usher
El síndrome de Usher, también conocido como síndrome de Hallgren o síndrome de Usher-Hallgren, es un raro trastorno genético asociado a una mutación en uno de los diez genes determinantes vinculados al mismo. Es la principal causa de sordoceguera congénita y se hereda según un patrón autosómico recesivo.
Este síndrome se caracteriza por sordera y pérdida gradual de la vista. Los problemas auditivos se deben a un defecto en el oído interno, que en ocasiones puede afectar también al sistema vestibular, mientras que el déficit visual se asocia con retinosis pigmentaria (RP), una degeneración de las células de la retina.

## Historia

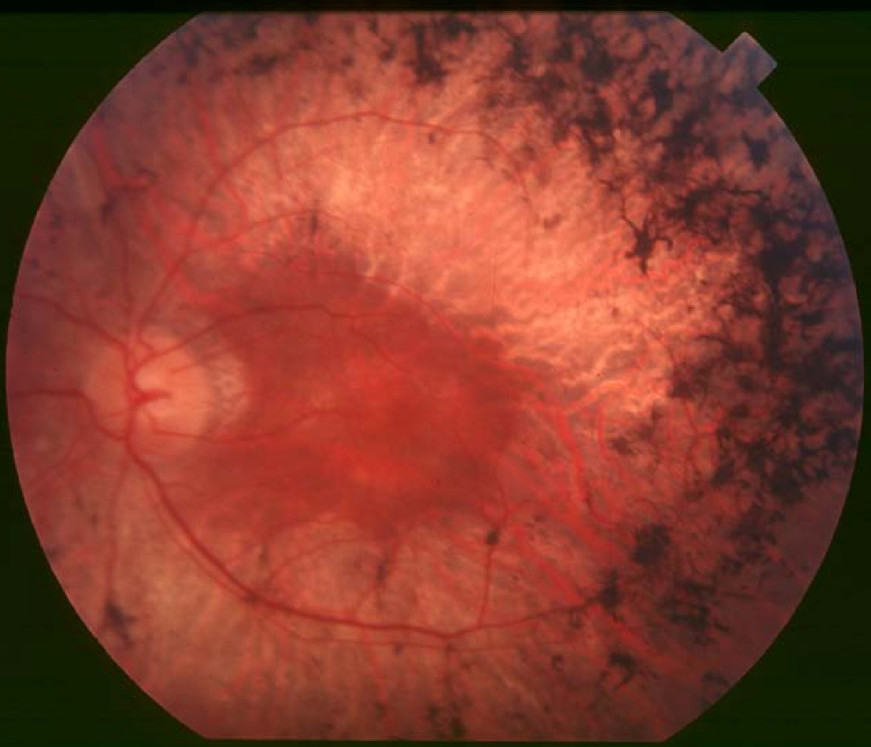
Retinosis pigmentaria. Obsérvese la acumulación de pigmento en la periferia de la retina.

El nombre del síndrome se dio en honor del oftalmólogo escocés Charles Usher, quien examinó en el año 1914 numerosos pacientes afectos de esta patología y determinó su carácter hereditario. Sin embargo, fue descrito por primera vez en 1858 por Albrecht von Gräfe, un pionero de la oftalmología moderna, en un caso de un paciente sordo con retinosis pigmentaria, que tenía dos hermanos con los mismos síntomas.
Tres años más tarde, uno de sus alumnos, Richard Liebreich, examinó la población judía de Berlín con sordera asociada a retinosis pigmentaria, y observó que la mayoría de los individuos afectados se trataban de hijos de matrimonios consanguíneos o pertenecientes a familias con antecedentes de la misma condición. De estos hallazgos se podía deducir una herencia combinada de sordera y ceguera.

## Epidemiología
El síndrome de Usher es responsable de la mayoría de los casos de sordoceguera congénita. La prevalencia global estimada es de 3,5 afectados por cada 100 000 personas, aunque ésta varía dependiendo de los países o regiones concretas en los que existen estudios epidemiológicos. 
En España, la prevalencia se estima en 4,2 por cada 100 000 niños nacidos vivos, mientras que en Colombia es de 3,2 por cada 100 000 habitantes, donde el 9 % de los sordos padecen el síndrome. En los Estados Unidos, se presenta en aproximadamente 1 persona de cada 23 000, 1 de cada 28 000 en Noruega y 1 de cada 12 500 en Alemania. En Venezuela actualmente están haciéndose estudios epidemiológicos, destacando la altísima prevalencia de síndrome de Usher en la península de Macanao, que, con 76 afectados por cada 100 000 habitantes, es la mayor de América Latina.
Los afectados con síndrome de Usher representan aproximadamente una sexta parte de las personas con retinosis pigmentaria. El Usher I y II son las formas más comunes; la fracción de las personas con Usher III es significativa solo en unas pocas áreas específicas, tales como Finlandia y Birmingham. La forma predominante en España es la del tipo II, con un 65 % de los afectados, siendo el tipo I el restante 35 %. Un estudio de los pacientes colombianos con Usher reveló que el tipo I es el más común, con alrededor del 70 % de los afectados, teniendo una menor incidencia el tipo II (26 %) y el III (4 %).

## Clasificación y etiopatogenia

Herencia autosómica recesiva.

Su clasificación se basa en el grado de sordera, edad a la que aparece la ceguera y la posible afectación al sistema vestibular, pero también a su vez, estos subtipos clínicos pueden subdividirse por el gen mutado en particular; las personas con Usher I tienen seis genes determinantes y una mutación en cualquiera de ellos produce la enfermedad. En el tipo II están implicados tres genes, pero basta con la mutación de uno solo de ellos, mientras que solo un gen se ha asociado con el Usher III.
Como el síndrome de Usher se hereda de manera autosómica recesiva, tanto hombres como mujeres tienen las mismas probabilidades de heredar este síndrome, teniendo los hijos de padres que ambos son portadores de la misma mutación un cuarto de posibilidades de heredar la enfermedad y los niños de esos padres que no resultan afectados tienen una probabilidad de dos tercios de ser portadores. Así mismo, los hijos de padres que solo uno de ellos es portador no tienen probabilidad de tener la enfermedad, pero sí de ser portador. Por lo tanto, la consanguinidad de los padres es un factor de riesgo.
Por lo general, los bastones de la retina se ven afectados en primer lugar, lo que conduce a ceguera nocturna (nictalopía) y a una pérdida gradual de visión periférica. En otros casos, hay degeneración temprana de los conos en la mácula, lo que lleva a una pérdida de agudeza visual central. En algunos casos, la visión de la fóvea está a salvo dando lugar a la visión de "donut" o en túnel del paciente: la visión central está intacta, pero hay un anillo alrededor de ella en el que la visión se deteriora.

### El síndrome de Usher I
Las personas con Usher I normalmente nacen sordas y con frecuencia tienen dificultades para mantener su equilibrio debido a problemas en el sistema vestibular. Los bebés con Usher I suelen ser lentos para desarrollar habilidades motoras tales como caminar. Además, tienen dificultades de hacerse entender con el habla. Los problemas de visión comienzan a desarrollarse antes de la pubertad.
El síndrome de Usher tipo I puede ser causado por mutaciones en uno de varios genes determinantes diferentes: CDH23, MYO7A, PCDH15, USH1C y USH1G. Estos genes funcionan en el desarrollo y mantenimiento del oído interno, en estructuras tales como los estereocilios, que transmiten el sonido y el movimiento en señales al cerebro. Las alteraciones en estos genes pueden causar una incapacidad para mantener el equilibrio (disfunción vestibular) y la pérdida de audición. Estos genes también juegan un papel en el desarrollo y mantenimiento de la retina al influir en la estructura y función de las células fotorreceptoras y en células de soporte del llamado epitelio pigmentado de la retina. Las mutaciones que afectan la función normal de estos genes pueden dar lugar a retinosis pigmentaria y a pérdida de la visión que comienza a darse en la primera década de vida.
El tipo I es más común en personas de ascendencia judía asquenazí y en la población francesa de Acadia (Luisiana). Otro gen en el cromosoma 21 se haya implicado en el Usher tipo I, identificado con el símbolo USH1E, pero su función aún es desconocida. Esta última variedad se ha descrito tan solo en una familia marroquí.

### El síndrome de Usher II
Los afectados con UsherII padecen generalmente hipoacusia en vez de sordera, su capacidad auditiva no se degrada con el tiempo y usualmente tienen un sistema vestibular normal. El síndrome de Usher tipo II se da al menos con tanta frecuencia como el tipo I, sin embargo, el tipo II podría ser bastante más común que el tipo I, pero suele ser mal diagnosticado debido a la mayor dificultad de describir los síntomas. La pérdida de la visión generalmente se da en la segunda década de vida.
El síndrome de Usher tipo II puede ser causado por mutaciones en cualquiera de los tres genes diferentes implicados: USH2A, GPR98 y DFNB31. La proteína codificada por el gen USH2A, la usherina, se expresa en la membrana basal de la cóclea y la retina, entre otros tejidos. La usherina es fundamental para el correcto desarrollo y mantenimiento de estas estructuras, lo que podría explicar su papel en la pérdida de audición y de visión. El segundo gen codifica un receptor transmembrana localizado en el sistema nervioso central, mientras que el tercero codifica la whirlina, una proteína que parece implicada en la estabilidad y mantenimiento de las proyecciones de los estereocilios del órgano de Corti y en la formación del citoesqueleto de actina de estas células.
| Comparación Gravedad Retinosis Pigmentaria | Usher I          | Usher II         |
| Ceguera Nocturna                           | 9.2 ± 7.3 años   | 17.2 ± 8.7 años  |
| Constricción Campo Visual                  | 10.2 ± 6.6 años  | 20.2 ± 10.2 años |
| Disminución Agudeza Visual                 | 16.9 ± 12.7 años | 24.9 ± 14.9 años |

### El síndrome de Usher III
Por el contrario, las personas con Usher tipo III padecen una progresiva pérdida de la audición y aproximadamente la mitad tiene una disfunción vestibular. La pérdida de la visión también es progresiva.  La frecuencia del síndrome de Usher tipo III es el más alto en la población finlandesa, pero se ha observado raramente en otros grupos étnicos, como en judíos de ascendencia asquenazí.
Las mutaciones en un solo gen, el CLRN1, se han relacionado con el síndrome de Usher tipo III. El gen codifica la clarina-1, una proteína que parece ser importante para el desarrollo y la homeostasis del oído interno y la retina. Además, podría jugar un papel esencial en la excitación durante la sinapsis en la percepción del sonido, visión y equilibrio.

## Diagnóstico
Como el síndrome de Usher es incurable en la actualidad, es útil para los niños diagnosticarlo mucho antes de que desarrollen la ceguera nocturna característica. Algunos estudios preliminares han sugerido que hasta el 10 % de los niños sordos congénitos pueden padecer esta enfermedad. El síndrome de Usher puede sospecharse si el niño es sordo profundo desde el nacimiento y lento, sobre todo para caminar. La consanguinidad de los padres es un factor importante a tener en cuenta en el historial. Un diagnóstico precoz es fundamental para cubrir las necesidades pedagógicas especiales que pueda tener un afectado de sordoceguera y ofrecer una orientación informativa acerca de la situación en la que se encuentra, además del apoyo psicológico que precisen tanto el paciente como sus familiares.
En el diagnóstico del síndrome se incluyen diferentes pruebas que valoran las distintas características de la enfermedad. Así, para la sordera se utiliza un audímetro u otras pruebas de audición que evalúan la sensibilidad auditiva del paciente a diferentes frecuencias. La electronistagmografía (ENG) se utiliza para detectar los posibles problemas de equilibrio. Esta técnica consiste en colocar electrodos alrededor de los ojos, además de otro en la frente, que registran los movimientos oculares (nistagmos) cuando se estimula el oído interno y los nervios circundantes al verter agua caliente (o tibia) y fría en el conducto auditivo externo en diferentes momentos. Usando el agua fría, los ojos deben moverse rápido hacia el lado opuesto al oído en el que se ha instilado el líquido, retornando lentamente. Con el agua caliente ocurre al contrario, se acercan rápidamente para luego alejarse despacio. Cada oído se examina individualmente. Los resultados anormales indican daños en el oído interno, en el nervio auditivo o el oculomotor, o en otras partes del cerebro.
Un oftalmólogo se encarga de evaluar la visión del paciente mediante diferentes pruebas que incluyen la evaluación de la visión lateral, la habilidad de ver en la oscuridad y la sensibilidad al color y al contraste. En caso de detectar algún problema, se utiliza el electrorretinograma (ERG), que comprueba, a través de un electrodo situado en cada ojo, la electricidad emitida por los nervios de la retina cuando el sujeto mira a una luz destellante. La prueba se realiza en condiciones de luz ambiental y de oscuridad, y sirve para identificar un caso de retinitis pigmentaria.
Para confirmar totalmente si se trata del síndrome de Usher, se puede recurrir a un estudio genético que desvele las características mutaciones cromosómicas. Hasta el momento, se han detectado más de 400 mutaciones diferentes en los genes implicados en la enfermedad. Para llevar a cabo el análisis de las mutaciones, se extrae ADN de una muestra de sangre del paciente. De este ADN se seleccionan los exones en los que se han detectado mutaciones que producen síndrome de Usher y a través de la técnica de PCR se copian estos fragmentos hasta lograr un tamaño adecuado para el análisis de su secuencia en un laboratorio. Estas secuencias se comparan con las secuencias patrón conocidas.

### Diagnóstico diferencial
Otros trece síndromes pueden presentar síntomas similares al síndrome de Usher: 
- El síndrome de Alport: se caracteriza por el daño de los glomérulos renales, apareciendo hematuria y proteinuria, detectables con un análisis de orina.[39]
- El síndrome de Alström: para descartar esta enfermedad es necesario un análisis de la glucemia, ya que la sordoceguera está acompañada de diabetes tipo 2, además de otras deficiencias metábolicas y una miocardiopatía.[40]
- El síndrome de Bardet-Biedl: en el diagnóstico de esta enfermedad multisistémica se deben describir varios de los signos primarios entre los que se encuentran anomalías renales, polidactilia, obesidad, dificultades de aprendizaje e hipogonadismo en varones.[41]
- El síndrome de Cockayne: los afectados por esta condición desarrollan durante las primeras etapas de su vida problemas en el crecimiento que conllevan una corta estatura y un peso excesivamente bajo, para terminar padeciendo alteraciones neurológicas.[42]
- la displasia congénita espondiloepifisaria: se puede distinguir por la corta estatura desde el momento del nacimiento, además de otros defectos esqueléticos que se desarrollan durante la infancia.[43]
- El síndrome de Flynn-Aird: desde edades tempranas se puede diagnosticar esta enfermedad, en el que el paciente sufre alteraciones óseas (cifosis, cifoescoliosis), musculares (hipotrofia), neuronales (afasia, pérdida de reflejos, convulsiones) y atrofia dérmica o subcutánea; las alteraciones visuales son debidas mayoritariamente a una miopía severa o a cataratas bilaterales, y en menor medida a retinitis pigmentosa.[44]
- La ataxia de Friedreich: afecta más a la médula espinal y raíces espinales, provocando alteraciones motores, pérdida de los reflejos tendinosos y de sensibilidad, mientras que la sordoceguera es ocasional.[45]
- El síndrome de Hurler (MPS-1): destacan como síntomas principales en el momento del diagnóstico el retraso mental, complicaciones respiratorias y ortopédicas.[46]
- El síndrome de Kearns-Sayre (KSS): los niños afectados suelen desarrollar endocrinopatías como diabetes, hipoparatiroidismo, la enfermedad de Adisson y alteraciones en el crecimiento; otros signos incluyen alteraciones musculares, cardíacas y en el sistema nervioso central.[47]
- La enfermedad de Norrie: la ceguera producida por esta enfermedad es debida al crecimiento de una masa tras la pupila, siendo la leucocoria el primer signo visible.[48]
- La osteopetrosis (enfermedad de Albers-Schonberg): los síntomas mayoritarios de esta enfermedad son óseos y hematopoyéticos debido a un aumento de la densidad de los huesos, visible a través de radiografías.[49]
- La enfermedad de Refsum (enfermedad por almacenamiento de ácido fitánico): este desorden es debido a una deficiencia en la enzima que degrada el ácido fitánico, por lo que se puede diagnosticar mediante un análisis de sangre que detecte niveles altos de ese ácido graso.[50]
- El síndrome de Zellweger (síndrome cerebro-hepato-renal): aparte de la sordoceguera, en el diagnóstico clínico se observan rasgos faciales anormales, hepatomegalia, niveles elevados de aluminio y hierro en sangre y retraso mental.[51]

## Tratamiento
Como se ha dicho anteriormente, hoy en día el síndrome de Usher no tiene remedio, aunque se pueden usar diferentes terapias para mejorar la vida de los pacientes tratando la falta de audición y de visión por separado. Estos tratamientos tienen mejores resultados en niños que en adultos. De este modo, para tratar la sordera, se coloca un implante coclear en el oído interno mediante cirugía, que transforma los sonidos en señales eléctricas estimulando en nervio auditivo. Este tratamiento ha dado buenos resultados en niños menores de 3 años. En el caso de la retinosis pigmentaria, el tratamiento con vitamina A en algunos pacientes ha conseguido ralentizar la progresión de la enfermedad.
Dado que el síndrome de Usher es resultado de la pérdida de un gen, la terapia génica que añade el gen adecuado puede aliviarlo, siempre que las proteínas sintetizadas funcionen. Estudios recientes en ratones de laboratorio han mostrado que una forma de la enfermedad que se asocia con la mutación en MYO7A, puede atenuarse reemplazando el gen mutante con un lentivirus. Sin embargo, algunos de los genes mutados asociados con el síndrome de Usher codifican proteínas muy grandes, como las proteínas de los genes USH2A y GPR98, que tienen aproximadamente 6000 aminoácidos, por lo que puede ser complicado obtener buenos resultados con esta terapia.
Existen otras vías alternativas que actualmente se encuentran en desarrollo y podrían ser un tratamiento eficaz aplicable al síndrome de Usher. La tecnología de células encapsuladas se encuentra en fase de pruebas, pudiendo estar disponible en esta década. Esta técnica consiste en un implante intraocular, una microcápsula de unos 10 milímetros, que contiene células humanas modificadas genéticamente para secretar el llamado factor neurotrófico ciliar (CNTF), una citoquina que estimula la expresión génica, diferenciación y regeneración de las neuronas sensitivas y motoras, y que ha demostrado ser eficaz en el retraso de la degeneración neuronal en diferentes enfermedades. Éste es liberado directamente en la parte posterior del ojo de una forma controlada y continua, eludiendo así la barrera hemato-retiniana y superando uno de los obstáculos principales en el tratamiento de las enfermedades de la retina.
Por último, la terapia con células madre, que se encuentra en fase experimental en un gran número de campos, ha sido utilizada en el tratamiento de la sordera y la ceguera. En un futuro próximo, el uso de una de estas técnicas o una combinación de todas, podría ser la solución a este síndrome.
El último avance en el tratamiento del Síndrome de Usher proviene de la modificación génica en la retina para recuperar la vista gracias a la tecnología de edición genética CRISP.  Algunos animales, como los peces y al contrario de los mamíferos, poseen la capacidad de regenerar las neuronas especializadas de la retina tras sufrir daño, en vez de cicatrizar como en los mamíferos. En avance, liderado por Thomas Reh, consiste en modificar genéticamente dichas células para imitar el proceso de los peces, y que su equipo ha logrado conseguir que dichas células se transformen en neuronas con características parecidas a la de la retina. Aunque hay que avisar que el avance está en una fase muy primaria, si que abre un nuevo camino de investigación. 